# Scirpophaga subcervinellus
Scirpophaga subcervinellus là một loài bướm đêm trong họ Crambidae.